# Auditiv-verbale Erziehung
Die auditiv-verbale Erziehung (auch auditiv-verbale Therapie oder Methode genannt) beschreibt einen pädagogischen Ansatz, bei dem Menschen und insbesondere Kleinkinder mit Hörbehinderung in ihrem Restgehör und in ihren lautsprachlichen Ausdrucksfertigkeiten geschult werden.
Beim Oralismus steht die Bildung von Sprechlauten und das Ablesen vom Mund im Vordergrund während Gehörlosenselbsthilfe-Verbände die „Bilinguale Erziehung“ propagieren, bei der sowohl Gebärdensprache als auch Lautsprache, dessen Training in Form der auditiv-verbalen Erziehung durchgeführt wird, angewendet werden.

## Geschichte
Erste Anfänge der Lautspracherziehung für Gehörlose gab es bereits im 16. Jahrhundert (Pedro Ponce de León) und 18. Jahrhundert (Samuel Heinicke). Am Mailänder Kongress von 1880 entschieden sich die damals führenden Pädagogen, alle Gehörlosen mit der oralen Methode lautsprachlich zu schulen. Dies führte zum bis heute andauernden sogenannten Methodenstreit.
Wien hatte vor dem Einzug der Nazis eine führende Rolle in der Gehörlosenpädagogik gespielt. Viktor Urbantschitsch förderte die Lautspracherziehung mit einer Methode, die auf den noch vorhandenen Hörreste aufbaute. Seinem Nachfolger an der Taubstummenanstalt Wien-Döbling, Adolf Freunthaller, gelang es mit dieser Methoden schon 1920 gehörlose zweijährige Kinder sprechen zu lernen.
Einige von der Hörerziehung überzeugte Pädagogen und Fachärzte wie Emil Fröschels waren vor Kriegsbeginn von Europa in die Vereinigten Staaten ausgewandert, wodurch sich die Hör-Sprachentwicklung in Amerika weiterentwickeln konnte, während es in Europa zu einem Rückschlag in der Erziehung aller behinderter Kinder kam.
Die in den 1950er Jahren im angelsächsischen Raum entwickelte auditiv-verbale Methode war lautsprachlich orientiert, die "französische" Methode benutzte dagegen die Gebärdensprache.
Zur Verstärkung der Hörreste wurden anfänglich Hilfsmittel wie Hörgeräte und Stethoskop verwendet. Die Entwicklung der Medizin und der Technik förderten den Trend zur lautsprachlichen Methode. In den 1960er Jahren wurden die ersten für gehörlose Menschen brauchbaren Hörgeräte entwickelt.
Der Durchbruch gelang Ende der 1970er Jahre mit dem Computerchip, wodurch die Hörgeräte verstärkt, miniaturisiert und programmierbar wurden. Damit konnte Anfang der 1980er-Jahre eine echte auditiv-verbale Therapie angeboten werden. Mitte der 1990er Jahre etablierte sich das Cochleaimplantat (CI) auch bei Kindern. Damit wurde es erstmals möglich, zusammen mit der auditiv-verbalen Methode als Hörtraining, ein Sinnesorgan künstlich zu ersetzen.

### Institutionen und Internationale Kongresse
- Alexander Graham Bell Association for the Deaf and Hard of Hearing
- Auditory-Verbal-International Inc. (AVI) 1987–2005 (heute AG Bell Academy for Listening and Spoken Language)
- Internationale Auditory-Verbal Kongresse: Berchtesgaden 1989, 1995, 1999, 2003, 2008, Essen 1992

### Pioniere der Auditiv-verbalen Erziehung
- Helen Beebe, Vereinigte Staaten, 1909–1989
- Morag Clark, Vereinigtes Königreich, 1929–2019
- Warren Estabrooks, Kanada, *1947
- Leahea Grammatico, Vereinigte Staaten, 1927–1997
- Ciwa Griffiths, Vereinigte Staaten, 1911–2003
- Daniel Ling, Kanada, 1926–2003
- Armin Löwe, Deutschland, 1922–2001
- Doreen Pollack, Vereinigte Staaten, 1921–2005
- Susann Schmid-Giovannini, Schweiz *1928
- Judith Simser, Kanada, *1958
- Antonius van Uden, Niederlande, 1912–2008
- Edith Whetnall, Vereinigtes Königreich, 1910–1965

## Ziele
Das Hauptziel der auditiv-verbalen Erziehung ist eine möglichst natürliche Lautsprache mit gutem offenem Sprachverstehen sowie einem dem Alter, Schulstufe und kognitiven Fähigkeiten entsprechend normalem Wortschatz und Grammatikkenntnissen. Damit soll Kindern die Integration in die Regelschule ermöglicht werden. Dies wird heute in vielen Ländern erfolgreich praktiziert.
Die auditiv-verbale Erziehung wird in der Regel für Menschen genutzt, die hochgradig hörbehindert, resthörig oder gehörlos sind. Das bei ca. 98 % aller gehörlosen Menschen noch vorhandene Restgehör soll so trainiert werden, dass gesprochene Sprache (Lautsprache) mittels technischen Hilfsmitteln wie modernen Hörgeräten oder dem Cochleaimplantat (CI) verstanden werden kann. Eine CI-Versorgung ist dann angezeigt, wenn mittels schallverstärkender Hörgeräte kein ausreichendes Sprachverstehen mehr erzielt werden kann, was bei zerstörten Haarzellen der Fall ist.
Die auditiv-verbale Schulung kann auch dann stattfinden, wenn kein Restgehör mehr vorhanden ist und der betreffende Mensch ein Cochleaimplantat oder ein Hirnstamm-Implantat (ABI) besitzt. Die meisten CI-Trägerinnen und -träger können mit diesem technischen Hilfsmittel und einem entsprechenden Hörtraining gesprochene Sprache verstehen und telefonieren.
Wie schon das Wort auditiv-verbal sagt, fährt dieser Ansatz zweigleisig: einerseits wird das Gehör geschult, andererseits wird die Sprache gelehrt. Durch das (fast) fehlende Gehör wird das Sprachverständnis erschwert und die Wahrnehmung des akustischen Takts, der Tonmodellierung, der Intonation und der Lautstärke beeinträchtigt. Daher müssen diese drei Fähigkeiten (an)trainiert werden. Dabei unterstützt der Spracherwerb wiederum das Training des Gehörs.

## Bedeutung der zwei Zeitfenster der Sprachentwicklung für die frühe Erkennung und Intervention
Die zwei Zeitfenster stimmen mit der jüngsten Forschung auf dem Gebiet der experimentellen Neurophysiologie und Neurowissenschaften über die Existenz einer kritischen (dauerhaft festgelegten) und einer sensitiven (besonders empfänglichen) Periode in der Entwicklung des Menschen überein. Sie bestätigen die Bedeutung der frühen Erkennung (Neugeborenenhörscreening) und Intervention (Hörverstärkung, Hörerziehung).
Das erste Zeitfenster (kritische Periode) reicht bis zum 8–9 Monat. In den 1970er Jahren entdeckte die Sprachheilpädagogin Ciwa Griffiths bei der Versorgung von gehörlosen Säuglingen mit bilateralen Hörgeräten, dass die Hörgeräte nach ein paar Monaten abgesetzt werden konnten, weil die Säuglinge inzwischen eine normale Hörfähigkeit entwickelt hatten. Ihre klinische Studie von 1969 bis 1973 an 21 gehörlosen Säuglingen zeigte, dass 67 % der Säuglinge, die im Alter bis 8 Monate an der Studie teilnahmen und mit Hörgeräten versorgt wurden, eine normale Hörfähigkeit entwickelten, während das bei keinem der Säuglinge, die erst nach 8 Monaten Hörgeräte erhielten, der Fall war. Bei einer ähnlichen Studie, die durch den Otologisten Arpad Götze am Janos Spital in Budapest, Ungarn 1978–1981 mit 68 gehörlosen Säuglingen durchgeführt wurde, konnten 51 (75 %) eine normale Hörfähigkeit entwickeln, die übrigen 17 hatten gehörlose Eltern oder erhielten ihre Hörgeräte erst nach 8,5 Monaten.
Mit der Studie über kindliches Lernen von 2000 wies Alison Gopnik von der University of California nach, dass sieben Monate alte japanische und amerikanische Babys gleich gut zwischen „R“ und „L“ unterscheiden konnten, was nach zehn Monaten bei den japanischen Babys nicht mehr möglich war. Diese Studie bestätigt Ergebnisse der Hirnforschung, dass sich das Gehirn, gesteuert durch die Ohren, auf die Muttersprache spezialisiert und deshalb fremde Laute, die es in der Sprachumgebung nicht hört, nach dem 8.–9. Monat einschränkt. Bei gehörlosen Kindern, die gar keinen sensorischen Input erhalten, ist die Einschränkung noch massiver.
Das zweite Zeitfenster (sensitive Periode) reicht von 8–9 Monaten bis etwa 3,5 Jahre, das als Reifeperiode der Sprachentwicklung angesehen wird. Je länger dem Gehirn akustischer Input vorenthalten wird, desto größer wird die resultierende sensorische Deprivation, die einen Mangel an sensorischer Stimulation des Gehirns verursacht. Nicht nur, dass sensorische Deprivation auditives Lernen verhindert, es verhindert auch das neuronale Wachstum. Bei der Abwesenheit von normaler Stimulation gibt es eine empfindliche Periode bis etwa 3,5 Jahre, in denen das menschliche zentrale auditorische System maximal plastisch bleibt, nach dem Alter von 7 Jahren wird die Plastizität stark reduziert.

## Anwendung
Mit der auditiv-verbalen Erziehung eines Kindes mit Hörbehinderung muss so früh wie möglich begonnen werden; das heißt sofort nach der Diagnose der Gehörlosigkeit beziehungsweise im ersten Lebensjahr. Die Diagnose wird dabei durch ein Neugeborenenhörscreening, ein Audiogramm oder eine BERA erstellt. Im dritten Lebensjahr verfügen mit der auditiv-verbalen Methode erzogene Kinder über den gleichen oder oft größeren – wenn besonders trainiert – Wortschatz wie normal hörende Kinder.
Der Spracherwerb muss auch von den Eltern täglich mit dem Kind trainiert werden. Je mehr mit dem Kind interaktiv gesprochen wird, desto mehr entwickeln sich seine auditiv-verbale Fähigkeiten. Es ist dabei darauf zu achten, dass die Sätze in der Sprache mit dem Kind zwar deutlich, aber normal gesprochen werden. Auch die Lautstärke muss normal sein; schließlich soll das Sprechen mit dem Kind grammatikalisch korrekt sein. Letzteres ist auch deswegen wichtig, weil von vielen gehörlosen Menschen die in der deutschen Sprache wichtigen Endungen nicht oder falsch verstanden werden. Das Kind braucht viel Feedback, damit es seine Aussprache korrigieren kann, und zwar auf die übliche Lautstärke, die richtige Intonation, den richtigen Takt und die richtige Tonmodellierung.
Die Anwendung muss fortlaufend dem Alter entsprechend angepasst werden. Man macht mit dem kleineren Kind Spiele, um so die Aufmerksamkeit des Kindes wecken bzw. erhalten zu können, während beim älteren Kind und dem Jugendlichen schon fast Therapiesitzungen stattfinden, bei denen auch praktischere Aufgaben wie Hausaufgaben behandelt werden können.
Ein weiteres wichtiges Merkmal in der Anwendung der auditiv-verbalen Erziehung ist die Input-orientierte Schulung des Kindes. Das Kind soll so viele Informationen wie möglich erhalten, um dann das erlernte, den Wortschatz und die Grammatik von sich aus anzuwenden. Die Idee dahinter ist, dass normalhörende Kinder auf dieselbe Art und Weise lernen. Hörbehinderte Kinder sind ausschließlich in ihrer Hörfähigkeit eingeschränkt. Daher sollte der Lernprozess, auch wenn er in der Regel verspätet beginnt, genau gleich wie bei normalhörenden Kindern ablaufen. Das Kind mit Hörbehinderung hat im deutschsprachigen Raum zwar normalerweise eine spätere Hörerfahrung als normalhörende Kinder, bei denen die Hörfähigkeit bereits im 6. Schwangerschaftsmonat im Mutterleib beginnt, während gehörlos geborene Kinder in der Regel erst mit durchschnittlich zwei Jahren als gehörlos diagnostiziert werden und erst dann entsprechende tonverstärkende technische Hilfsmittel erhalten. Kinder, die ab dem ersten Lebensjahr mit der auditiv-verbalen Methode erzogen wurden, erreichen mit dem dritten Lebensjahr den gleichen Wortschatz wie ein normal hörendes Kind und können voll in die Regelschule integriert werden.

## Begleitung
In vielen Ländern gibt es verschiedene Beratungsstellen mit Fachleuten, die die Eltern unterstützen und beraten. Sie kommen nach Hause und zeigen den Eltern wie die Therapie funktioniert, besprechen mit den Eltern Probleme, unterstützen sie in der Lösung von Problemen wie in der Schule und entwickeln mit ihnen die Therapie immer dem Alter und den Fortschritten gemäß weiter. Die Audiopädagogen oder Gehörlosenpädagogen brauchen die Mithilfe der Eltern, um die auditiv-verbale Entwicklung des Kindes zu fördern, da sie mit dem Kind in der Regel lediglich zwei bis vier Stunden pro Woche arbeiten können. Die eigentliche Therapie bzw. Hörerziehung muss daher von den Eltern und von den Geschwistern unterstützt werden. Die Audiopädagogen haben eine therapeutische und anleitende Funktion.

## Probleme
Bekannt ist vor allem die so genannte Geschwisterproblematik, die es allerdings in der Sonderpädagogik im Allgemeinen (d. h. nicht nur bei Menschen mit Hörbehinderung) gibt. Das Problem liegt darin, dass Kinder mit Behinderung durch die entsprechende Förderung der beeinträchtigten Fähigkeiten aus Sicht der Geschwister mehr Aufmerksamkeit erhalten und auch objektiv mehr benötigen. Viele Geschwister schließen daraus, dass die Eltern dieses Kind bevorzugen und die Behinderung nur vorgeschoben wird. Dem kann begegnet werden, indem man die Geschwister in die Erziehung einbezieht, so dass sie erleben, dass ihr Geschwister tatsächlich eine Behinderung hat. Es muss ihnen einfühlsam erklärt werden, dass deswegen – und nicht aus einem anderen Grund – das Kind mehr Zuwendung braucht. Andererseits sollte man für die Geschwister einen Ausgleich schaffen und ihnen selber spezielle Zuwendungen geben.
Obwohl die Geschwisterproblematik zu den schwierigeren der Hörgeschädigtenpädagogik gehört, gibt es im Bereich der Hörgeschädigtenpädagogik dazu nur wenige wissenschaftliche Untersuchungen.

## Abgrenzung zum Oralismus
Der Oralismus ist, im Gegensatz zur auditiv-verbalen Erziehung, auf den Mund fixiert. Zudem ist diese Erziehungsmethode Output-orientiert, das heißt, das Kind soll möglichst viel artikulieren bzw. nachsprechen. Das führt dazu, dass die Aussprache zwar gut sein kann, aber unter Umständen der Wortschatz und die Grammatik leiden. Zudem wird das auditorische System nicht gefördert, weil das Kind an das Lippenlesen gewöhnt ist, während es das Hören zuerst erlernen muss.